# 费尔
费尔（德語：Verl，發音：[fɛʁl] ⓘ）是德国北莱茵-威斯特法伦州代特莫尔德行政区居特斯洛县的城市，面积71.37平方千米，2023年12月31日人口为25,691人。